# Arctic Mars Analog Svalbard Expedition
Arctic Mars Analog Svalbard Expedition (AMASE) es una base de simulación para la exploración superficial de Marte levantado en Svalbard, (Reino de Noruega), para realizar pruebas científicas y probar instrumentos que irán a bordo de las misiones al planeta rojo. Desde el año 2003 se realizan expediciones a AMASE, está dirigida por la Vestfonna Geophysical AS y financiada por el Norwegian Space Centre, la Agencia Espacial Europea (ESA) y la NASA.
Los instrumentos CheMin y SAM que van a bordo del rover Curiosity de la NASA fueron probados en AMASE entre los años 2006 y 2011. También están siendo probados en campo abierto los instrumentos que van a bordo del rover exoMars de la ESA desde el año 2007.
En 2007, la ESA organizó un concurso, que ganó un estudiante de la Universidad Técnica de Dinamarca, permitió pudiera llevar a cabo su propio experimento durante la expedición, así como ayudar en otros experimentos y actividades.

## Fechas de las expediciones
- 12 de agosto de 2007 – 26 de agosto de 2007[2]
- 4 de agosto de 2008 – 17 de agosto de 2008[3]
- 1 de agosto de 2009 – 24 de agosto de 2009[4]
- 9 de agosto de 2010 – 25 de agosto de 2010[5]
- 8 de agosto de 2011 – 21 de agosto de 2011[6]